# Edran Enigma
De Edran Enigma is een aangekondigde tweepersoons supersportwagen van de Belgische fabrikant Edran. De auto werd in 2006 aangekondigd en zou een van de snelste auto's ter wereld worden. Het ontwerp was van André Hanjoul.
De auto is echter nooit in productie genomen.

## Specificaties
De auto was ontworpen met een 800pk V8-middenmotor, een carrosserie van kevlar en koolstof en een handgeschakelde 6-bak. Met een acceleratie van 0 tot 100 km/u in 3,9 seconden en een topsnelheid van 340 km/u moest het een van de snelste auto's worden.